# حمله ۲۰۱۷ متروی سن پترزبورگ
در تاریخ ۳ آوریل ۲۰۱۷ یک حمله تروریستی در ایستگاه متروی سن پترزبورگ ما بین ایستگاه‌های سنایا پلوشاد (Sennaya Ploshchad) و مؤسسه فناوری (Tekhnologichesky Institut) با به‌کارگیری از قطعات انفجاری صورت گرفت. در ابتدا گزارش شده بود که هفت نفر کشته شده‌اند؛ و دیرتر مرگ هفت تن دیگر که مجروح شده بودند تأیید شد که مجموع تلفات به ۱۴ تن رسید. حداقل ۴۵ تن نیز در این حمله زخمی شده‌اند. شی انفجاری در یک کیف دستی جاسازی شده بود. A دومین شی انفجاری در Ploshchad Vosstaniya metro station کشف و خنثی شد. عامل مظنون این انفجار اکبرجان جلیلوف شهروند روسیه و زاده قرقیزستان معرفی شده‌است.

## حمله

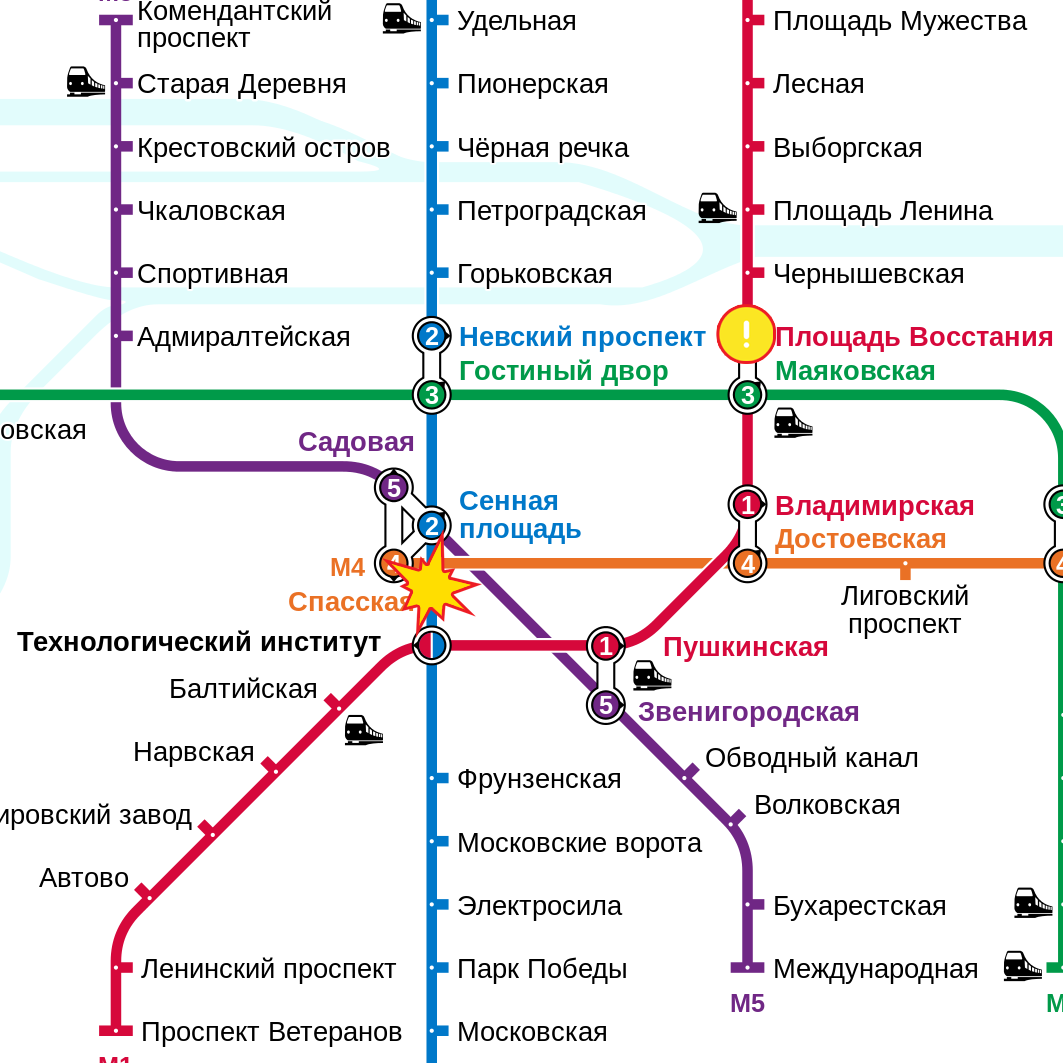
Location of the of the two stations and the tunnel in the Saint Petersburg Metro where the explosion occurred

در روز ۳ آوریل ۲۰۱۷ یک شی حامل ۲۰۰–۳۰۰ گرم (۰٫۴۴–۰٫۶۶ پوند) مواد منفجره در یک ترن در حال حرکت مابین تونل ایستگاه‌های Sennaya Ploshchad و Tekhnologichesky Institut منفجر شد

## تلفات
| کشور             | کشته |
| ---------------- | ---- |
| روسیه            | ۳    |
| قزاقستان         | ۱    |
| جمهوری آذربایجان | ۱    |
| بلاروس           | ۱    |
| ازبکستان         | ۱    |
| تاجیکستان        | ۱    |
| نامعلوم          | ۶    |
| مجموعاً           | ۱۴   |

## عامل
عامل پشت این حادثه توسط سرویس‌های امنیتی قرقیزستان و روسیه، بیست و دو ساله زاده قرقیزستان و دارای شهروندی روسیه معرفی شده‌است. اکبرجان جلیلوف Akbarzhon Jalilov زاده سال ۱۹۹۵ در شهر اوش قرقیزستان می‌باشد که از حدود سال ۲۰۱۱ در شهر مسکو اقامت داشت.